# Bajacalifornia burragei
Bajacalifornia burragei är en fiskart som beskrevs av Townsend och Nichols 1925. Bajacalifornia burragei ingår i släktet Bajacalifornia och familjen Alepocephalidae. Inga underarter finns listade.